# Daniel Hawkins

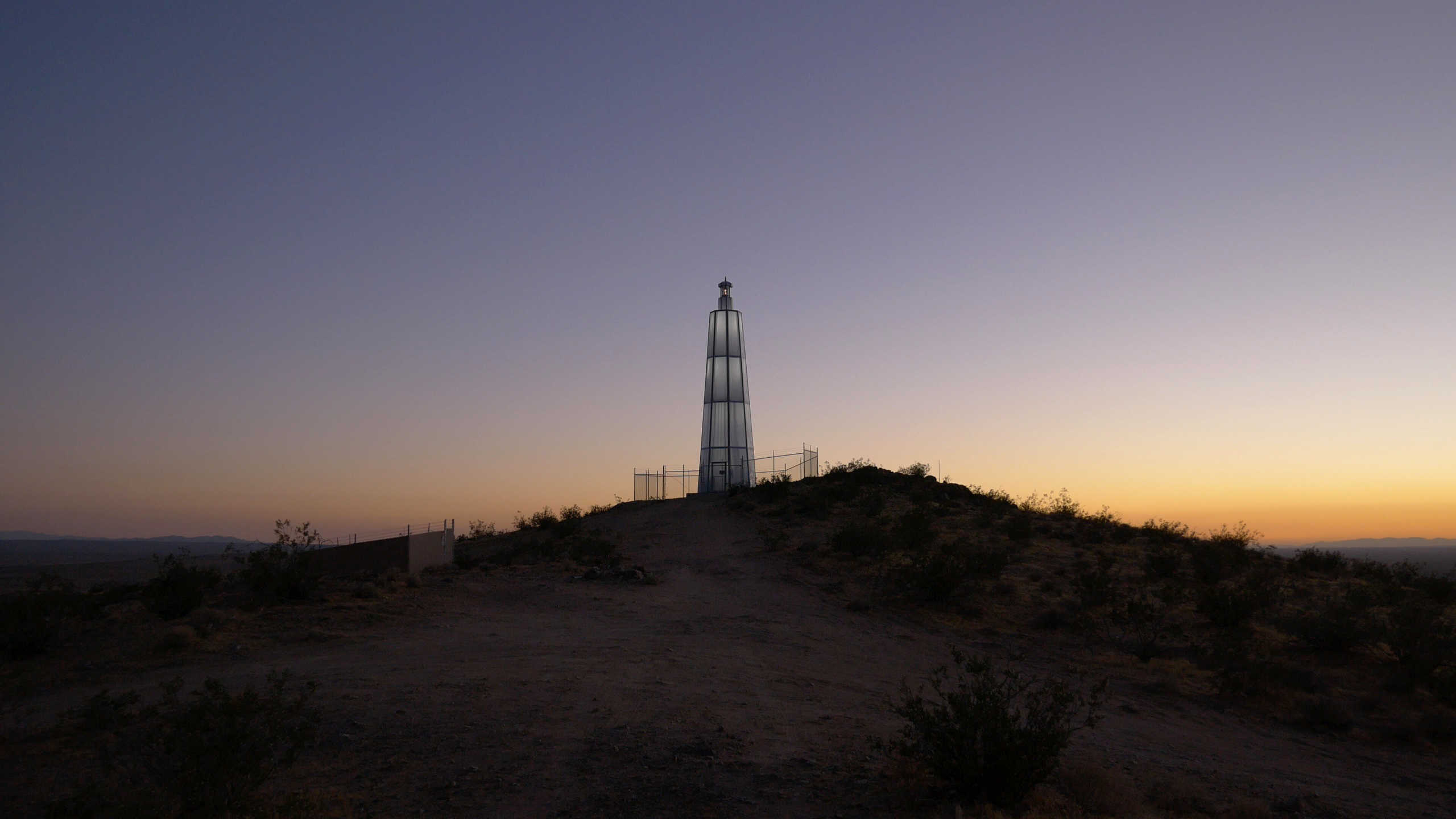
Desert Lighthouse, 2017,

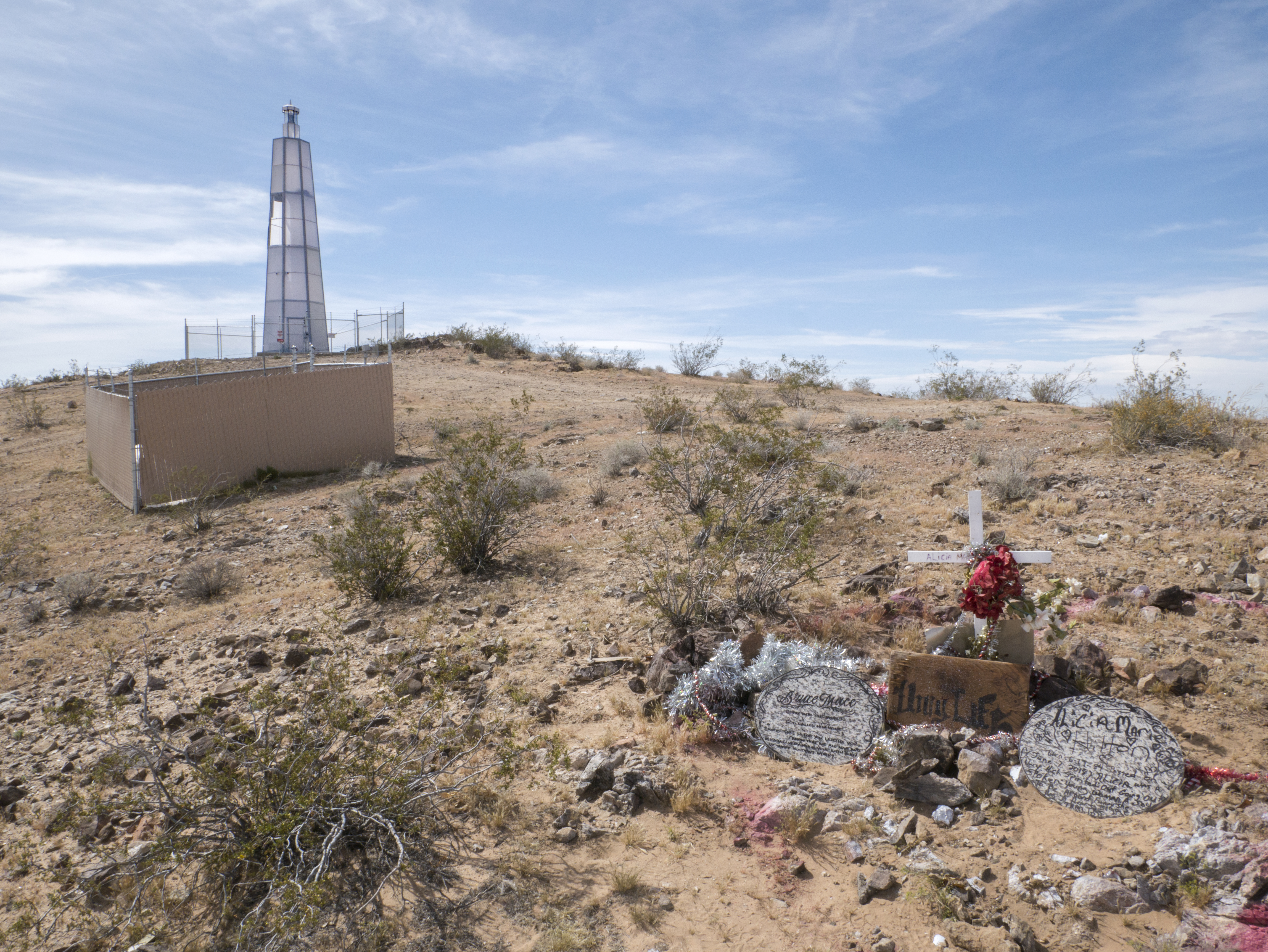
Desert Lighthouse, 2019

Daniel Hawkins, född 1987, är en amerikansk konstnär.
Daniel Hawkins studerade konst på University of California, Los Angeles, Norfolk Summer School of Art på Yale University och University of California, Irvine i Irvine. 
Han har arbetat ett tiotal år med jordkonstverket Desert Lighthouse, som är en drygt 15 meter hög fyr på en kulle i utkanten av orten Hinkley i Mojaveöknen i Kalifornien i USA. Denna invigdes i juli 2017. Fyren är en stålkonstruktion, som står på en bas av betong och som är klädd med plattor av ogenomskinlig polykarbonat. Den har en Fresnel-lins med högfrekventa lysdioder som får sin energi från solceller.